# ایان هندری
ایان هندری (انگلیسی: Ian Hendry؛ ۱۳ ژانویهٔ ۱۹۳۱ – ۲۴ دسامبر ۱۹۸۴) بازیگر اهل بریتانیا بود.
از فیلم‌هایی که وی در آن نقش داشته است، می‌توان به انتقام‌جویان، کارتر را بگیرید، تپه، انزجار، طالع نحس ۲، قاتل، دادگاه جزا و فراطبیعی اشاره کرد.